# Katrin Kroemer
Katrin Kroemer (* 12. Januar 1960 in Herne) ist eine deutsche Journalistin und Verbandsfunktionärin. Sie ist Chefredakteurin des TOP Magazin Ruhr. Seit 2015 ist Kroemer Schatzmeisterin im Bundesvorstand des Deutschen Journalisten-Verbands (DJV). Außerdem ist sie seit Juli 2022 erste stellvertretende Vorsitzende des ZDF-Fernsehrats.

## Beruflicher Werdegang
Kroemer absolvierte von 1978 bis 1980 ein Volontariat beim Soester Anzeiger. Von 1981 bis 1988 studierte sie in Dortmund Diplom-Pädagogik und Diplom-Journalistik in Dortmund. Daneben berichtete sie als freie Journalistin für den Soester Anzeiger und die Westfälische Rundschau. Ab 1988 war Kroemer Lokalredakteurin bei der Westfälischen Rundschau. Seit der Einstellung der Zeitung 2013 ist sie als freie Journalistin und Moderatorin tätig und Chefredakteurin des Top Magazin RUHR. Bis Januar 2023 war sie Lehrbeauftragte an der Westfälischen Hochschule Gelsenkirchen im Studiengang Journalismus und Public Relations.

## Ehrenamt
Kroemer ist seit 1979 Mitglied im DJV-Landesverband Nordrhein-Westfalen (DJV-NRW). Von 1981 bis 1993 und von 2013 bis 2023 war sie Mitglied des Landesvorstands; von 1980 bis 1988 engagierte sie sich zudem im dortigen Fachausschuss Aus- und Weiterbildung. Ab 1990 war sie als Mitglied der DJV-Tarifkommission "Ausbildung Tageszeitungen" am Abschluss des ersten Ausbildungstarifvertrags mit dem BDZV beteiligt
Seit 2015 ist sie Schatzmeisterin im  DJV-Bundesvorstand. Ab 2016 wurde sie vom Verband in den ZDF-Fernsehrat entsandt. Seit Juli 2022 ist Kroemer erste stellvertretende Vorsitzende des Fernsehrates. Seit  2018 ist sie vom ZDF-Fernsehrat in den ARTE-Programmbeirat Deutschland entsandt.
Außerdem gehört sie der DJV-Tarifkommission Zeitschriften an.